# Tricleidia
De Tricleidia zijn een groep van de Plesiosauria, een groep van uitgestorven in zee levende reptielen.
In 2001 merkte Frank Robin O'Keefe dat de Euplesiosauria te verdelen waren in de Cryptoclididae en een meer afgeleide groep. Voor die laatste definieerde hij een klade Tricleidia, als de groep bestaande uit de laatste gemeenschappelijke voorouder van de Polycotylidae, de Cimoliasauridae en Tricleidus en al zijn afstammelingen.
De groep moet zich afgesplitst hebben in de vroege Jura en stierf uit op het eind van het Krijt.
O'Keefe gaf enkele onderscheidende kenmerken. Het pterygoïde heeft een binnenste tak voor het contact met het parasfenoïde. Het parasfenoïde raakt het basioccipitale op de middenlijn van de schedel. De tubera basilaria zijn gereduceerd en vervloeien op hun contact met het basisfenoïde. De doornuitsteeksels van de halswervels zijn niet overdwars afgeplat (een homoplasie ofwel opnieuw ontwikkeld basaal kenmerk). De sleutelbeenderen raken elkaar in een middelste symfyse achter een inkeping.